# Estación Santa Rita (CBTU)
La estación Santa Rita es una de las estaciones del Sistema de Trenes Urbanos de João Pessoa, situada en Santa Rita, al lado de la estación Várzea Nova. Es una de las estaciones terminales del sistema.
Fue inaugurada en 1883 y se localiza al lado del Barrio de los Populares.